# Кіршау
Кіршау (нім. Kirschau; в.-луж. Korzym) — селище у Німеччині, розташоване у землі Саксонія, у районі Баутцен, що підпорядковується адміністративному округу Дрезден. Мало статус громади до 1 січня 2013 року, коли разом з колишнім містом Ширгісвальде утворило місто Ширгісвальде-Кіршау
Населення — 2 487 осіб (на 31 грудня 2007). Площа — 6,52 км².